# (26815) 1986 QR1
(26815) 1986 QR1 là một tiểu hành tinh vành đai chính. Nó được phát hiện bởi Henri Debehogne ở Đài thiên văn La Silla ở Chile ngày 27 tháng 8 năm 1986.